# Gladiator (Schiff)
Die HMS Gladiator war ein Geschützter Kreuzer Zweiter Klasse der Royal Navy. Sie war das dritte Schiff der Arrogant-Klasse, das von 1896 bis 1899 auf der Marinewerft in Portsmouth gebaut wurde. Die vier Kreuzer dieser Klasse waren die ersten der Royal Navy, die vollständig mit Wasserrohrkesseln ausgestattet waren. Sie sollten mit der Flotte eingesetzt werden und außer Gefecht gesetzte Schiffe gegebenenfalls durch einen Rammstoß endgültig versenken.
Die HMS Gladiator ging im April 1908 durch eine Kollision im Solent verloren. Das Schiff wurde zwar gehoben, aber als nicht mehr reparaturwürdig verschrottet.

## Baugeschichte
Die vier Kreuzer der Arrogant-Klasse wurden wie die vorangehende Eclipse-Klasse im Rahmen des Spencer Naval Programme von 1893 bestellt, das das britische Flottengesetz von 1889 fortschrieb. Sie sollten mit der Flotte eingesetzt werden und außer Gefecht gesetzte Schiffe ggf. durch einen Rammstoß endgültig versenken. Sie sollten daher eine erhöhte Manövrierfähigkeit erhalten, was durch die geringe Länge und den Einbau von zwei Rudern erreicht werden sollte. Wegen ihrer besonderen Aufgabe erhielten sie einen verstärkten Bug mit Rammsteven und einen besonders gepanzerten Kommandostand.
Bei diesen Kreuzern wurde an einer Batterie aus gemischten Kalibern festgehalten, wobei jetzt vier 6 Zoll-L/40-Armstrong-Schnellfeuergeschütze eingebaut wurden. Zu dem Buggeschütz und dem Heckgeschütz kamen vorn je zwei Geschütze in Kasematten, die sich am Bug- und am Breitseitfeuer beteiligen konnten.
Ab 1903 wurden die vier Kreuzer mit zehn modernen 6 Zoll-L/45-Mk.VII-Geschützen anstelle der gemischten Batterie aus 6 Zoll- und 4,7 Zoll-Geschützen ausgerüstet.
Die leichten Waffen befanden sich zwischen der Seitenbatterie, im Bereich der Kommandostände, in den anfangs vorhandenen Gefechtsmarsen und in Kasematten nahe dem Bug und Heck.
Die vier Kreuzer der Arrogant-Klasse waren die erste Klasse, in der auf allen Schiffen Wasserrohrkessel vom Typ Belleville eingebaut wurden. In drei Kesselräumen standen je sechs Kessel und über ihnen drei Schornsteinen, wie auf den folgenden Geschützten Kreuzern der Highflyer-, Challenger- und Topaze-Klasse.
Die Kiellegung der Gladiator erfolgte im Januar 1896 beim Portsmouth Dockyard. Schon am 18. Dezember 1896 lief sie als drittes Schiff der Klasse vom Stapel.

## Einsatzgeschichte
Als drittes Schiff der Klasse kam die Gladiator im April 1899 in Dienst. Wie andere Kreuzer auch war sie Gegenstand des Streites um die Ausrüstung der Flotte mit Wasserrohrkesseln, da auch sie zum Teil Probleme mit dem neuen Kesseltyp hatte.
Die Kreuzer der Arrogant-Klasse dienten zur Unterstützung der Schlachtgeschwader der Royal Navy. So war die Gladiator 1904 zusammen mit ihrem Schwesterschiff Arrogant beim Linienschiffsgeschwader der Mediterranean Fleet im Einsatz. Im Juni 1906 gehörte sie zu den in Portsmouth in Reserve gehaltenen Schiffen.

### Die Kollision

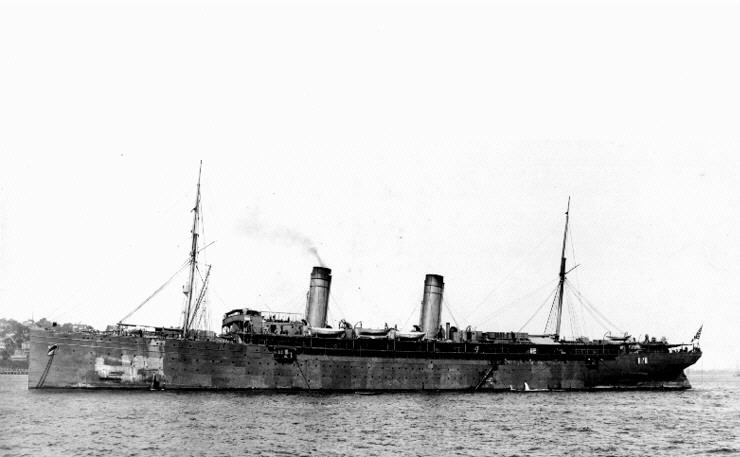
Die Saint Paul

Die Gladiator sank am 24. April 1908 nach Kollision mit dem amerikanischen Passagierschiff St. Paul (1895, 11.629 BRT, International Navigation Company) im Solent. Der Kreuzer befand sich mit einer verringerten Besatzung von 257 Mann (statt 447)  auf der Überführung von Plymouth nach Chatham und lief in einem Schneesturm bei etwa 700 m Sicht in den Solent ein.  Der Kommandant, Captain William Lumsden, bewertete das von der mit 13 Knoten auslaufenden Saint Paul signalisierte Ausweichmanöver falsch, wich zur falschen Seite aus. Beide Schiffe versuchten, zu stoppen. Aber der Kreuzer lief durch sein Manöver der Saint Paul vor den Bug, die den Kreuzer hinter den Maschinenräumen traf und in ihn ein großes Loch riss.  Der Gladiator gelangt es noch fast auf den Strand von Wight nahe Point Hurst zu laufen, ehe sie zur Seite kenterte und liegen blieb. Obwohl nur etwas über 200 m vor der Küste liegend, kamen 28 Mann ums Leben durch die Kälte des Wassers und die starke Strömung. Der Kreuzer konnte durch sein Umkippen nur wenige Boote zu Wasser bringen. Etliche Männer wurden durch Helfer der Royal Engineers aus dem nahen Fort Victoria gerettet.

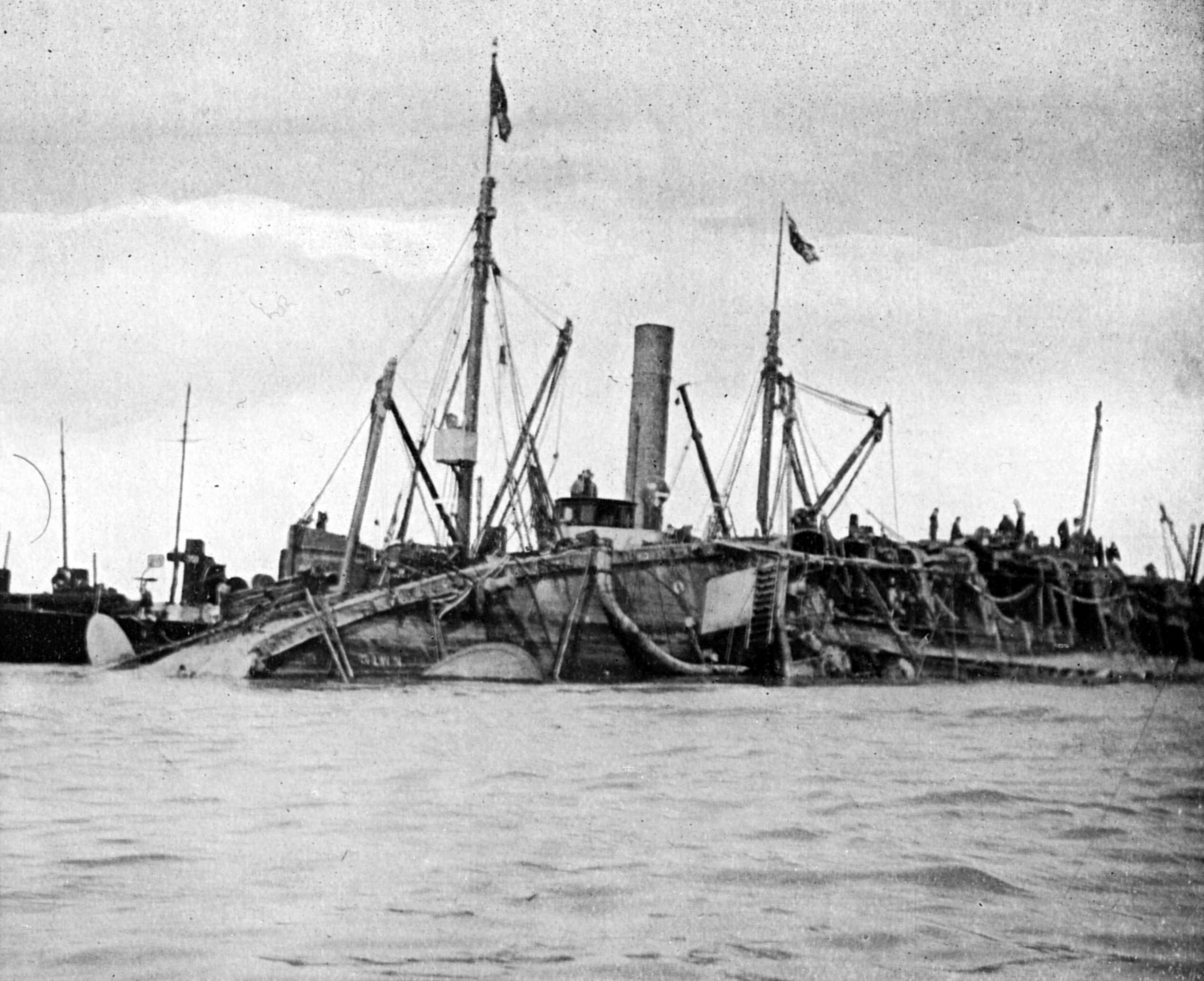
Die Bergung der Gladiator

### Die Bergung
Die Bergung des im flachen Wasser auf der Seite liegenden Kreuzers erwies sich als sehr schwierig, zumal der Strand vor Yarmouth zu den am stärksten von den Gezeiten beeinflussten Gebieten gehört. Der erfahrenen Liverpool Salvage Association gelang es bis zum Oktober des Jahres, den Kreuzer zu heben und nach Portsmouth einzubringen. Nur mühevoll und mit Hilfe von Tauchern, die störende Teile entfernen mussten, gelang die Verbringung des gehobenen Schiffes in ein Dock. Eine Reparatur erwies sich als nicht mehr sinnvoll und das Wrack wurde zum Abbruch in die Niederlande verkauft. Der Verkauf des Wracks deckte nicht die entstandenen Bergungskosten.

## Verantwortlichkeit
Ein Marinegericht tadelte Kapitän Lumsden im Juli 1908, sah aber die Verantwortung für die Kollision bei der Saint Paul. Ein sich anschließendes Zivilverfahren der Marine gegen die Eigentümer der Saint Paul entschied zugunsten der Eigentümer der Saint Paul.